# Kyrył Natiażko
Kyrył Wasylowycz Natiażko (ukr. Кирил Васильович Натяжко; ur. 30 listopada 1990 w Dniepropetrowsku) – ukraiński koszykarz, występujący na pozycji środkowego, reprezentant kraju.

## Osiągnięcia
Stan na 16 kwietnia 2022, na podstawie, o ile nie zaznaczono inaczej.

### NCAA
- Uczestnik rozgywek Elite 8 turnieju NCAA (2011)
- Mistrz sezonu regularnego konferencji Pac-10 (2011)
- Wicemistrz turnieju:
  - Pac-10 (2011)
  - Pac-12 (2012)

### Drużynowe
- Mistrz Ukrainy (2020)
- Wicemistrz:
  - Polski (2015)
  - Ukrainy (2013)
  - Kazachstanu (2016)
- Brązowy medalista mistrzostw Ukrainy (2014)
- Zdobywca Pucharu Ukrainy (2019)
- Finalista Pucharu Litwy (2015)
- Uczestnik rozgrywek międzynarodowych Eurocup (2014/2015 – TOP 16)

### Indywidualne
- Najlepszy ukraiński zawodnik ligi VTB (2014)
- Zalioczny do I składu kolejki ligi ukraińskiej (4 – 2013/2014)
- Uczestnik Adidas Eurocampu (2012)

### Reprezentacja
Seniorska
- Uczestnik:
  - mistrzostw:
    - świata (2014 – 18. miejsce)
    - Europy (2013 – 6. miejsce)

  - kwalifikacji do Eurobasketu (2013)

Młodzieżowe
- Uczestnik mistrzostw Europy:
  - U–20 (2010 – 8. miejsce)
  - U–16 (2006 – 12. miejsce)